# Hilina Pali Shelter
L'Hilina Pali Shelter – ou Hilina Pali Overlook – est un abri de pique-nique américain dans le comté d'Hawaï, à Hawaï. Protégé au sein du parc national des volcans d'Hawaï, cet édicule en roche volcanique et en bois a été dessiné en 1928 dans le style rustique du National Park Service par l'architecte Thomas Chalmers Vint. Finalement construit en 1930, c'est depuis son inscription au Registre national des lieux historiques le 14 janvier 2015 une propriété contributrice au district historique formé par l'Hilina Pali Road, une route dont il est le terminus. Au départ de deux sentiers de randonnée, l'Hilina Pali Trail et le Kaʻū Desert Trail, l'abri est, à 696 m d'altitude, un point de vue panoramique sur le désert de Kaʻū.